# Тайм-чартер
Тайм-ча́ртер (англ. time charter — «часовий чартер») — в торговому мореплаванні угода фрахту (оренди) судна з екіпажем та всіма запасами на борту на певний час.

## Основні права і обов'язки сторін
За угодою тайм-чартера судновласник зобов'язується за обумовлену плату — хайр (від англійської «орендна платня») — надати фрахтувальнику судно і послуги членів екіпажу судна в користування на певний термін для перевезень вантажів, пасажирів або для інших цілей торгового мореплавання.
Таким чином, судновласник приймає на себе всі витрати за утриманням екіпажу і оплачує всі постійні витрати по спільному володінню: страхову премію по страхуванню каско, відсотки по заставі, амортизаційні витрати тощо.
Фрахтувальник, набуваючи право розпоряджатися судном на свій розсуд на умовах, визначених в чартері, приймає на себе змінні витрати по спільному володінню: вартість палива, мастила, води, навігаційні витрати і т. д.
Умови тайм-чартера відносять на фрахтувальника більший в порівнянні з рейсовим чартером обсяг відповідальності й відповідних витрат.
Разом з тим вони дають йому і більше можливостей — право розпоряджатися судном на певних умовах, здавати його в суборенду, відфрахтувати судно на умовах рейсового чартеру і т. д.